# БТТ-1Т
БТТ-1Т — советский бронированный танковый тягач на базе САУ ИСУ-122.

## Описание конструкции
БТТ-1Т выпускался параллельно с танковым тягачём БТТ-1 и являлся эффективным средством эвакуации почти любых видов бронетанковой техники. Благодаря такелажному оборудованию, БТТ-1Т способен быстро эвакуировать машины при самых неблагоприятных условиях.
Основным отличием от БТТ-1 является отсутствие тяговой лебёдки. Вместо неё на БТТ-1Т установлен комплект такелажного оборудования, имеющий тяговой усилие в 15 тс. Кроме того имеется унифицированный бензоэлектрический агрегат, представляющий собой двухцилиндровый четырёхтактный карбюраторный двигатель УД-2. Мощность двигателя составляет 8 л.с. Двигатель установлен на грузовой платформе и предназначен для питания электродрели и двух вибромолотов. Оборудование позволяет производить бурение скважин и устанавливать анкеры в системе полиспастов.